# 維捷布斯克車站
維捷布斯克車站是白俄羅斯維捷布斯克的一座鐵路車站，啟用於1866年；1912年，車站進行了擴建。原有的車站建築於二戰中被毀，現今的車站大樓建於1952年。

## 建築
現在的車站建於1952年，由蘇聯建築師鮑里斯·謝爾蓋耶維奇·梅岑采夫設計，樓高兩層，為一蘇聯新古典主義風格建築。建築的主立面以三個寬闊的拱形窗戶為特色，裝飾有科林斯柱、灰泥矩形壁龕和浮雕。主立面中間有一座時鐘。
建築物上有兩塊紀念牌匾：分別為1965年紀念米哈伊爾·伊万諾維奇·加里寧在1919年6月12日於鐵路工人會議上的談話，以及1966年紀念維捷布斯克鐵路樞紐建成100週年。
2009年底車站進行了部分改造工程，於2010年7月竣工。

## 圖片集
- 舊車站大樓全景（1930年代）
- 二戰期間，德軍於維捷布斯克車站運送蘇聯戰俘（1941年9月）
- 改造前的車站（2009年）
- 月台所見車站
- 車站夜景